# Ivan Cavaleiro
Ivan Ricardo Neves Abreu Cavaleiro (Vila Franca de Xira, 18 de outubro de 1993) é um futebolista português que atua como ponta-direita. Atualmente joga no Tondela.

## Carreira
Ivan Cavaleiro começou a carreira no Benfica B.

## Títulos
Wolverhampton
- EFL Championship: 2017–18[3]